# Henry Augustus Rowland
Henry Augustus Rowland (Honesdale, Pensilvania, 27 de noviembre de 1848-Baltimore, 16 de abril de 1901) fue un físico experimental estadounidense. Primer presidente de la Sociedad Estadounidense de Física, destacó en la construcción de retículas de difracción, con las que realizó estudios espectrográficos sobre la luz del Sol, así como por sus pruebas experimentales sobre electromagnetismo y termodinámica.  

## Semblanza

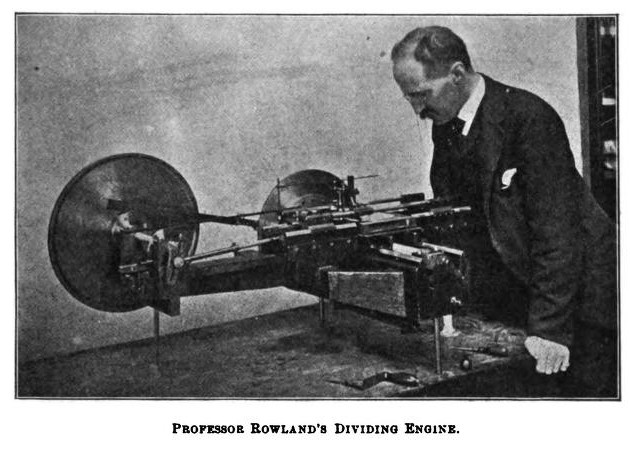
Rowland con su máquina de precisión para realizar incisiones, elemento clave para fabricar sus retículas de difracción.

Rowland nació en Honesdale, donde su padre Henry Augustus Rowland era pastor de la iglesia Presbiteriana local. Desde una edad temprana mostró una gran afición por la ciencia, dedicando todo su tiempo libre a realizar experimentos químicos y eléctricos. Se graduó en el Instituto Politécnico Rensselaer de Troy (Nueva York) en 1870, obteniendo un puesto en el Ferrocarril Oeste de Nueva York. Descontento con este trabajo, y después de un corto período de tiempo como instructor de ciencias naturales en la Universidad de Wooster (Ohio), regresó a Troy como profesor asistente de física. Por último, en 1876, fue el primer ocupante de la cátedra de física en la Universidad Johns Hopkins de Baltimore, cargo que conservó hasta su prematura muerte en 1901.
Sus estudios sobre las propiedades magnéticas del hierro y del níquel en el año 1873 le valieron la consideración y la amistad de James Clerk Maxwell, lo que influyó decisivamente en su nombramiento en 1876 para ocupar la cátreda de Química en la universidad Johns Hopkins de Baltimore.
A Rowland se debe la demostración de que una carga eléctrica en movimiento equivale a una corriente eléctrica (recíprocamente, una corriente es el resultado del movimiento de cargas eléctricas) mientras completaba su formación a las órdenes de Hermann von Helmholtz en su laboratorio de Berlín (1875-1876), donde llevó a cabo una conocida investigación sobre el efecto de un cuerpo cargado eléctricamente en movimiento, mostrando que genera un campo magnético.
El nombre de Rowland se halla también ligado a las redes de difracción y de reflexión, que se construyen trazando líneas paralelas ente sí sobre una superficie metálica transparente, y a las redes cóncavas. Con la maquinaria de su invención, era capaz de realizar redes de difracción con una densidad de 20.000 líneas por pulgada. Utilizando estas redes de difracción, Rowland midió las longitudes de onda de muchas líneas de espectros luminosos. 
Entre sus numerosos trabajos es digno de mención el perfeccionamiento del método de Joule para determinar el equivalente mecánico del calor.

## Eponimia
- El cráter lunar Rowland lleva este nombre en su memoria.[4]
- El asteroide (10557) Rowland también conmemora su nombre.[3]